# ستيفن تسانف
ستيفَن نِديلتشِف تسانِف (بالبلغارية: Стефан Неделчев Цанев)‏ هو كاتب بلغاري معاصر من مواليد عام 1936. اشتهر بمقالاته وتمثيلياته وقصائده ورواياته التاريخية.

## روابط خارجية
- ستفان تسانيف على موقع IMDb (الإنجليزية)